# MUST (텔레비전 프로그램)
《MUST》(머스트)는 2013년 10월 30일부터 2013년 12월 18일까지 방영되었던 Mnet의 음악 전문 텔레비전 프로그램이다.

## 방영 목록

### 2013년
| 회차 | 방송일    | 출연자                                                                     |
| ---- | --------- | -------------------------------------------------------------------------- |
| 1회  | 10월 30일 | 윤도현, 이승환, 옐로우 몬스터즈, 솔튼페이퍼(MYK), 김목인, 자우림           |
| 2회  | 11월 6일  | 윤도현, 휴먼레이스, 조문근밴드, 김범수, 로큰롤라디오, 박선주               |
| 3회  | 11월 14일 | 윤도현, 다이나믹 듀오, 리듬파워, Zion.T                                    |
| 4회  | 11월 20일 | 윤도현, 김조한, 김형중, 인호진, 김영우, 이한철, 정지찬, 비둘기우유, 정준일 |
| 5회  | 11월 27일 | 윤도현, 산이, JK 김동욱, 바비 킴, 박완규, 이정, 적적해서 그런지            |
| 6회  | 12월 4일  | 윤도현, 윤종신, 김연우, 박진영, 강아솔                                     |
| 7회  | 12월 11일 | 윤도현, 윤민수, 어반자카파, 소란, 희영                                     |
| 8회  | 12월 18일 | 윤도현, 태양, FT아일랜드, 박아셀                                           |